# Camp d'Abella
El Camp d'Abella és un paratge del terme municipal d'Isona i Conca Dellà, a l'antic terme de Sant Romà d'Abella. El lloc és a ponent del poble de Sant Romà d'Abella i al sud-oest del seu barri de les Masies de Sant Romà, al sud-est dels Estanys de Basturs i al nord-est del Prat de Basturs. La Torre de Baró és al costat de llevant del Camp d'Abella.